# Diplocephalus pseudocrassilobus
Diplocephalus pseudocrassilobus là một loài nhện trong họ Linyphiidae.
Loài này thuộc chi Diplocephalus. Diplocephalus pseudocrassilobus được Gnelitsa miêu tả năm 2006.